# Eustegia plicata
Eustegia plicata är en oleanderväxtart som beskrevs av Schinz. Eustegia plicata ingår i släktet Eustegia och familjen oleanderväxter. Inga underarter finns listade i Catalogue of Life.